# Die Klapperschlangen
Die Klapperschlangen ist eine Kinderbuchreihe von Angie Westhoff, die im Erika Klopp Verlag erscheint. Der erste Band kam im August 2008 heraus. Inzwischen sind sechs Fortsetzungen erschienen.

## Inhalt
Thema der Bücher ist der Kampf der „Klapperschlangen“, einer Gruppe von Mädchen, gegen die Jungenbande „Rote Sieben“. Die weiblichen Hauptpersonen heißen Jacky, Kalliope, Pauline, Nixe und Sarah. Die Charaktere der fünf Mädchen sind sehr unterschiedlich, von der spontanen Jacky über die schlaue Kalliope bis zur naturwissenschaftlich interessierten Nixe. Pauline mag Kriminalgeschichten und Sarah begeistert sich für die Astrologie. Die Gruppe erlebt Abenteuer und zofft sich mit den Jungen. Sie gehen Kriminalgeschichten nach und hören in der Sonne liegend Musik.
Die Klapperschlangen
Jacky kommt ursprünglich aus Mexiko, ihrem Geburtsort. Im ersten Band zieht sie nach Deutschland, wo sie sich auch gleich mit Kalliope anfreundet und mit Sarah, Nixe und Pauline die Klapperschlangen gründet. Jacky ist witzig, sportlich und kennt sich gut mit den alten Azteken aus. Jacky hat braune Haare, braune Augen und eine leicht dunkle Hautfarbe, die auf ihre mexikanische Herkunft hinweist. Sie hat einen kleinen Bruder namens Siergo.
Kalliope ist Jackys beste Freundin und gilt als Klassenbeste und ist sehr ehrgeizig. Kalliope hat lange blonde Haare, trägt gerne Latzhosen und eine Brille. Seit dem Auszug ihrer Mutter lebt sie mit ihrem Vater allein. Kalliopes Sandkastenfreund Lutz ist ein Mitglied der Roten Sieben, außerdem arbeitet Kalliope ab Band vier bei der Schülerzeitung.
Sarah hat rote Locken, pflegt oft ihr Äußeres und versucht manchmal bei Jungs Erfolg zu haben. Sarah interessiert sich für Astrologie und spielt leidenschaftlich gern Theater in der Musical-AG ihrer Schule.
Nixe, die eigentlich Nicole heißt, hat kurze schwarze strubbelige Haare, die sie oft mit Kopftüchern bändigt, und experimentiert gerne mit Chemikalien. Ab Band drei ist sie die erste der Klapperschlangen, die schon einen festen Freund hat – Tosse, einer von den Roten.
Pauline hat kurze braune Haare und ist etwas pummelig. Da ihre Eltern als Schauspieler erfolgreich durch die Länder reisen, lebt Pauline mit ihrem Großvater und ihrer Großtante Henriette auf einem Bauernhof. Pauline ist sehr neugierig und geht den Dingen gern auf den Grund, weshalb sie auch der weibliche Sherlock Holmes der Klapperschlangen ist.

Die Rote Sieben
Sven ist das Oberhaupt der Roten Sieben. Er hat rote Haare und grüne Augen und ist sehr sportlich. Er hasst die Klapperschlangen und vor allem Jacky aus tiefstem Herzen, bis Sven merkt, dass er Gefühle für Jacky entwickelt...
Lutz ist Kalliopes Sandkastenfreund und mit seinen langen blonden Haaren ein echter Mädchenschwarm. Im letzten Band arbeitet er mit Kalliope zusammen bei der Schülerzeitung.
Tosse ist ab Band drei mit Nixe zusammen, was bei der Roten Sieben auf Unverständnis stößt, und versöhnt sich im letzten Band mit ihr, nachdem sie sich getrennt hatten. Er hat dunkle haare und braune Augen und ist ein guter Fußballer. Sein richtiger Name wird niemals erwähnt.
Chicago wird so genannt, weil er sich oft mit dem Spruch „Bis dann in Chicago!“ verabschiedet. Außerdem will er später als Boxer in die USA gehen. Er ist sehr bullig und scheint geistig etwas langsam. Sein richtiger Name ist ebenfalls unbekannt
Rahul und Ranjit sind zwei Brüder aus Indien. Sie sind beide sportlich, Rahul sprayt nachts Graffiti in Fabriken, und Ranjit ist ein Ass am Computer. Im letzten Band sind die beiden Brüder in Sarahs Musical-Gruppe.
Nils ist der Kleinste der Bande und auch der Schlauste. Seine Eltern sind bekannte Schauspieler.

Nebenfiguren
Henriette ist Paulines kriminologisch verrückte Großtante. Sie ist für ihr Alter sehr aufmerksam und hat Adleraugen. Manchmal sind die Klapperschlangen auf ihr Gespür angewiesen.
Der alte Gorell ist ein älterer Herr, der ab Band 2 ein Freund der Klapperschlangen wird.
Herr Sanddorn ist Kalliopes alleinerziehender Vater. Er arbeitet als Professor in der archäologischen Abteilung der Universität und ist deswegen selten zu Hause. Er ist ein liebevoller Vater und kümmert sich um Kalliope, so gut er kann.
Sally Finchwater tritt ab Band vier in Erscheinung und kommt aus den USA. Pauline begegnet ihr zum ersten Mal in einer Bäckerei und erinnert sie an eine keifende Kobra. Sally arbeitet halbtags als Sekretärin in der Uni, wodurch sie auch Kalliopes Vater kennenlernt, und ist Wahrsagerin. Am Ende des vierten Bandes verlässt Sally Finchwater Deutschland und kehrt zurück in die Vereinigten Staaten.
Anton ist ein älterer Architekt, der sich in Großtante Henriette verliebt.

## Reihe
Folgende Bände sind bisher erschienen (Stand Dezember 2012):
- Band 1: Rache rot wie Erdbeermarmelade, 8/2008, ISBN 978-3-7817-2324-5
- Band 2: Jungs sind wie Fliegenpilze, 2/2009, ISBN 978-3-7817-2325-2
- Band 3: Klassenfahrt und rosarote Katastrophen, 8/2009, ISBN 978-3-7817-2334-4
- Band 4: Eine Bandenchefin sieht grün, 2/2010, ISBN 978-3-7817-2337-5
- Band 5: Kein Sommer ohne Bandenzoff, 8/2010, ISBN 978-3-7817-2338-2
- Band 6: Träume sind wie Seifenblasen, 8/2011, ISBN 978-3-7817-2339-9
- Band 7: Zoff auf Wolke Sieben